# 徐一鳴 (嘉靖進士)
徐一鳴（1504年—？），字原默，浙江紹興府餘姚縣人，匠籍，明朝政治人物。

## 生平
嘉靖七年（1528年）戊子科浙江鄉試第四十七名舉人。嘉靖二十年（1541年）中式辛丑科會試第二百四十四名，登第二甲第四十七名進士。官江西赣州府知府。

## 家族
曾祖徐儀，訓導；祖父徐漢；父徐廣。前母景氏；母黃氏。具庆下。弟一鹗、一揆。